# إيلين هيكارت
إيلين هيكارت (بالإنجليزية: Eileen Heckart) (و. 1919 – 2001 م) هي ممثلة مسرحية، وممثلة أفلام، وممثلة تلفزيونية أمريكية، ولدت في كولومبوس، أوهايو، توفيت في نوروولك، عن عمر يناهز 82 عاماً، بسبب سرطان الرئة.
.

## التعليم
تعلمت في جامعة ولاية أوهايو.

## جوائز وترشيحات
حصلت على جوائز منها:
- جائزة المسرح العالمي (1953)[4]
- جائزة الأوسكار لأفضل ممثلة مساعدة، عن عمل: الفراشات حرة
- جائزة الإيمي برايم تايم.

ترشحت لـ:
- جائزة توني لأفضل ممثلة بارزة في مسرحية [الإنجليزية]‏ (1970)
- جائزة توني لأفضل ممثلة بارزة في مسرحية [الإنجليزية]‏ (1961)
- جائزة توني لأفضل ممثلة بارزة في مسرحية [الإنجليزية]‏ (1958)
- جائزة الأوسكار لأفضل ممثلة مساعدة، عن عمل: The Bad Seed (1956 film) [الإنجليزية]‏ (1956)
- جائزة الأوسكار لأفضل ممثلة مساعدة، عن عمل: الفراشات حرة.

## وصلات خارجية
- إيلين هيكارت على موقع IMDb (الإنجليزية)
- إيلين هيكارت على موقع ألو سيني (الفرنسية)
- إيلين هيكارت على موقع تيرنر كلاسيك موفيز (الإنجليزية)
- إيلين هيكارت على موقع أول موفي (الإنجليزية)
- إيلين هيكارت على موقع قاعدة بيانات برودواي على الإنترنت (الإنجليزية)
- إيلين هيكارت على موقع قاعدة بيانات الأفلام السويدية (السويدية)
- إيلين هيكارت على موقع إن إن دي بي (الإنجليزية)
- إيلين هيكارت على موقع ديسكوغز (الإنجليزية)
- إيلين هيكارت على موقع قاعدة بيانات الفيلم (الإنجليزية)
- إيلين هيكارت على موقع كينوبويسك (الروسية)